# Collezionismo di cime
Il collezionismo di cime (in inglese peak bagging o mountain bagging) è un'attività messa in atto da escursionisti o alpinisti che cercano di completare una determinata collezione di vette. La lista delle montagne da raggiungere comprende in genere quelle collocate all'interno di una certa regione geografica e definite da valori di altitudine, di prominenza e da eventuali ulteriori caratteristiche topografiche, geologiche o alpinistiche.

## Storia
La pratica di collezionare cime è stata definita, quanto meno a livello personale, antica come l'andar per montagne. Nella letteratura alpinistica ed escursionistica in lingua italiana termini come collezionismo di cime o collezionismo di vette vengono utilizzati per caratterizzare un tipo di escursionismo o di alpinismo orientato più alla salita di montagne sempre nuove che alle difficoltà alpinistiche connesse a tali salite.

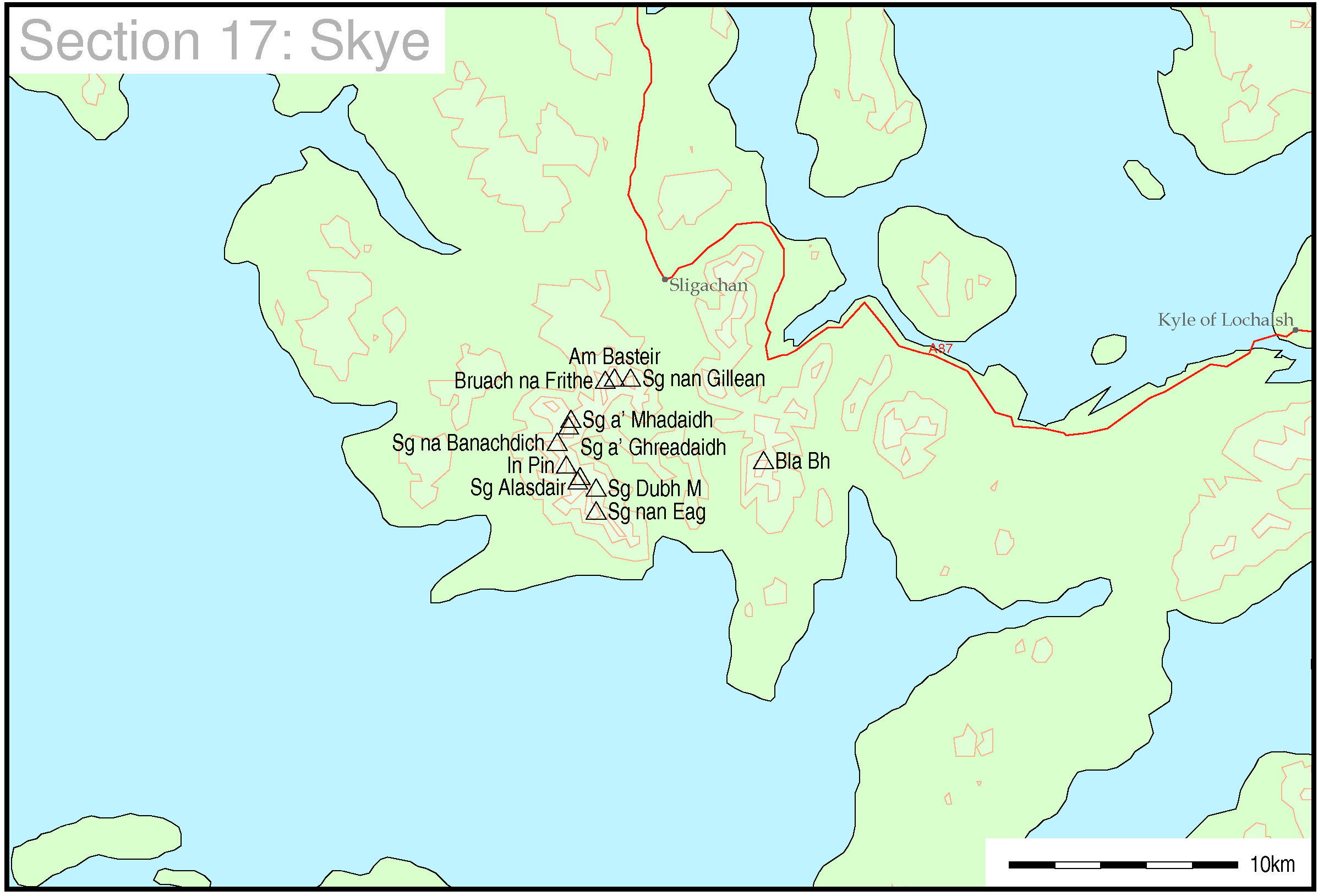
I munro presenti sull'isola di Skye.

Nella letteratura di settore anglosassone la formalizzazione del collezionismo di cime viene da alcuni fatta risalire al 1891, quando sir Hugh Munro pubblicò una lista di 284 montagne della Scozia alte più di 3000 piedi, che in seguito vennero collettivamente definite Munros. Tra i primi collezionisti di cime dell'arco alpino spiccano l'austriaco Karl Blodig (1859 – 1956), che nella prima metà del Novecento aveva salito almeno 60 dei quattromila della catena, e l'inglese Eustache Thomas (1869 – 1960), il quale in pochi anni era riuscito a portare a termine almeno 70 ascensioni a diversi quattromila.
Liste di montagne furono redatte per altre aree geografiche nonché affinando o modificando i criteri per la selezione delle montagne, mentre nel frattempo l'attività di collezionare ascensioni è diventata popolare in varie parti del mondo. Con l'avvento di Internet molte di tali liste sono diventate disponibili on-line. Parecchie associazioni e gruppi di appassionati hanno inoltre fatto la loro comparsa in rete sia per diffondere le liste di montagne di loro interesse che per tenere traccia dell'attività dei peakbaggers, delle ascensioni da loro effettuate e dei relativi report.
Nell'ambiente alpinistico italiano la riflessione su questo argomento nel Club Alpino Italiano subì un'accelerazione dopo la pubblicazione, nell'agosto del 1990, di un numero monografico della rivista Alp nel quale Luciano Ratto e Franco Bianco lanciarono l'idea di costituire un Club dei collezionisti di 4000. Tale club vide poi la luce nel 1993 come Gruppo della sezione di Torino del Club Alpino Italiano. La soglia di ammissione, fissata inizialmente a 50 salite su diversi quattromila delle Alpi, venne in seguito stata abbassata a 30 ascensioni. Nel 2007 il numero dei membri raggiungeva quota 216,, mentre nel 2014 era arrivato a 423.
Un'altra iniziativa nel campo del collezionismo di cime, orientata però più agli escursionisti che agli alpinisti, è stata la fondazione del Club 2000m, che a partire dal luglio 2007 raccoglie i salitori di cime appenniniche appartenenti all'elenco ufficiale dei 2000 dell'Appennino, elaborato dal Club con il riconoscimento della Società Geografica Italiana e della Federazione Italiana Escursionismo.

## Tecniche di ascensione
In generale i collezionisti di cime non mettono particolare enfasi sulla via di salita scelta e sulle sue difficoltà alpinistiche, purché l'ascensione escluda l'utilizzo di mezzi motorizzati e sia basata sul semplice sforzo muscolare umano. Sono quindi considerati accettabili accessi alla cima non solo a piedi ma anche in mountain bike, con le ciaspole o con gli sci. Per una minoranza dei collezionisti di cime è invece sufficiente la propria presenza fisica sul punto culminante della montagna, indipendentemente dal mezzo usata per raggiungerla.
Viceversa alcuni appassionati aumentano la difficoltà insita nella loro attività collezionistica fissando per le salite requisiti minimi in termini di dislivello da superare oppure si pongono dei limiti di tempo entro i quali raggiungere la cima, o ancora l'obiettivo di raggiungere la stessa in particolari stagioni dell'anno oppure seguendo diverse vie di salita.
Alcune associazioni che si occupano dell'argomento hanno anche fissato delle regole da adottare per gestire casi particolari, ad esempio quando la cima da raggiungere sia di proprietà privata o inaccessibile per altri motivi.

## Liste di cime

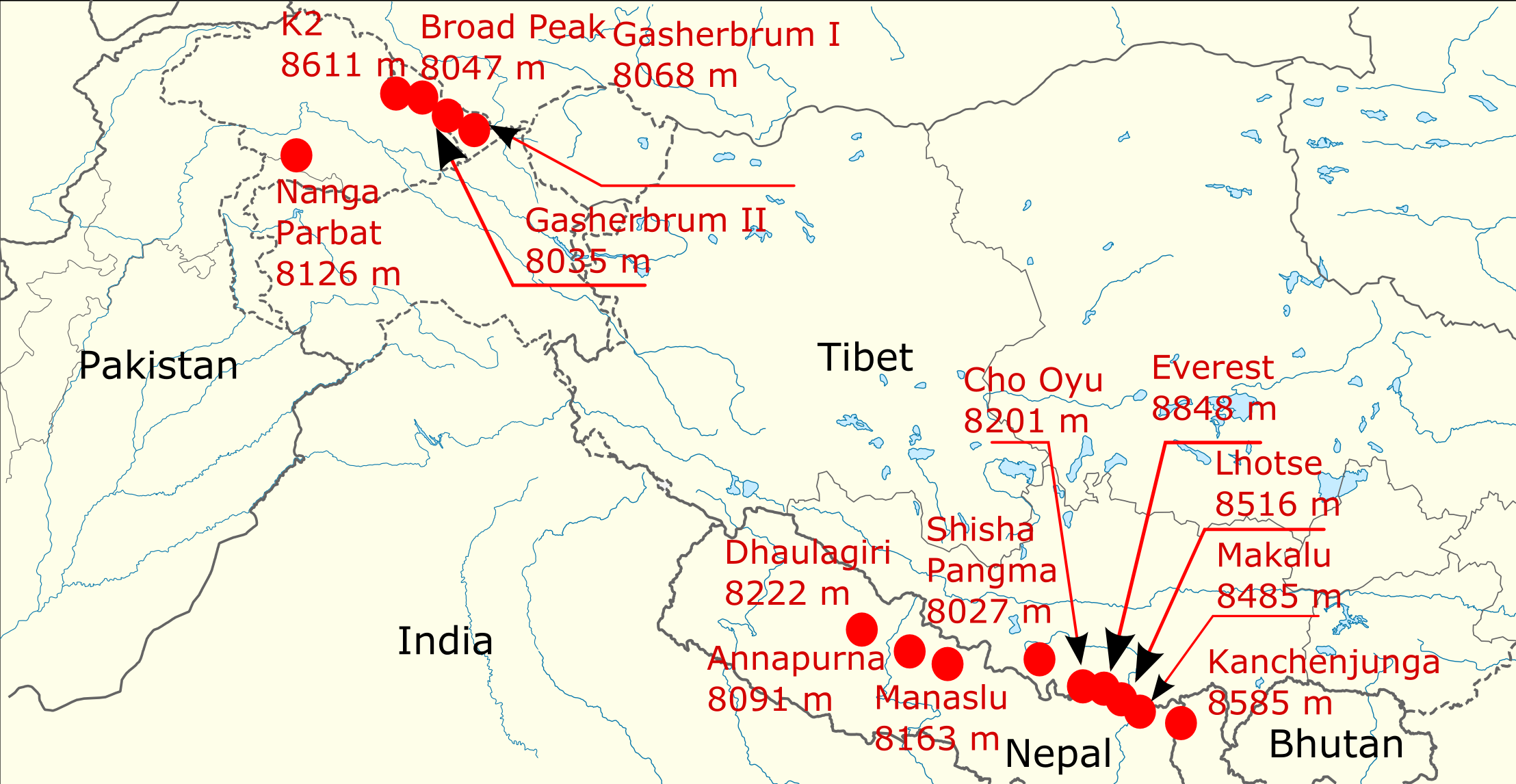
Distribuzione geografica degli 8000

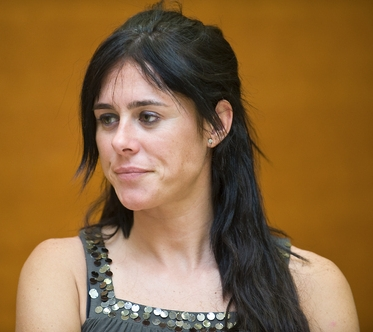
Edurne Pasaban, la prima donna a scalare i 14 Ottomila

Disporre di una lista delle cime da raggiungere è un elemento di grande importanza, come in altri tipi di collezionismo (ad es. quello di monete) è importante poter disporre di adeguati cataloghi. La presenza di una lista potenzialmente completabile motiva e stimola infatti il collezionista a portare avanti la propria attività. Generalmente queste liste sono definite in base a criteri oggettivi, tra i quali si ritrovano quasi sempre altitudine, prominenza topografica e area (amministrativa o geografica) di appartenenza. Alcune delle liste più note tra gli appassionati sono sponsorizzate o certificate da associazioni alpinistiche. La lista di montagne forse più nota al mondo è quella dei 14 Ottomila presenti sulla Terra. Il primo essere umano ad avere completato tale lista è stato l'alpinista alto-atesino Reinhold Messner, il secondo il polacco Jerzy Kukuczka, la prima donna la spagnola Edurne Pasaban.
I criteri alla base della compilazione delle liste possono naturalmente variare. Un esempio tratto dal mondo anglosassone è quello dei Munro, ovvero le montagne della Scozia (ma talvolta estesa anche alle altre montagne del Regno Unito) la cui altezza supera i 3.000 piedi (914,4 m). Una persona che abbia completato l'ascesa di tutti i munro viene chiamata Munroist. Nel dicembre 2014 erano stati censiti più di 5600 munroist.
Una lista piuttosto nota in Italia è l'elenco dei 2000m dell'Appennino, elaborato dal Club 2000m e revisionato tra il 2013 e il 2014 da una commissione di esponenti di varie sezioni CAI dell'Italia centrale. Tale elenco comprende 261 cime, cinque delle quali considerate di tipo alpinistico.
Nell'elaborare la lista, oltre al criterio altitudinale (altezza maggiore di 2000 m) sono stati tenuti in considerazione quello della prominenza (una prominenza maggiore di 50 m è requisito sufficiente per l'inclusione nella lista) e quelli toponomastico (elevazione con toponimo storicamente documentato dalla cartografia IGM), alpinistico (sono incluse montagne percorse su almeno un versante da vie alpinistiche di almeno 25 metri di dislivello) e dell'isolamento topografico (montagna che, avendo almeno 25 metri di prominenza, abbia un Isolamento topografico di almeno 1 km).
Un'altra lista molto conosciuta sia in Italia che all'estero è quella delle Vette alpine superiori a 4000 metri, elaborata dall'Unione Internazionale delle Associazioni Alpinistiche (UIAA) e che conta 82 vette, alle quali possono essere aggiunte altre 46 vette sussidiarie, costituendo una lista allargata di 128 vette.
Anche per la catena dei Pirenei esiste una lista dei tremila, ufficialmente definita dalla Unione Internazionale delle Associazioni Alpinistiche (UIAA). L'équipe franco-spagnola che ha redatto la lista nel 1988, guidata da Jean Buyse e Luis Alejos, ha individuato 129 vette principali ed 83 secondarie.

## Registri di vetta

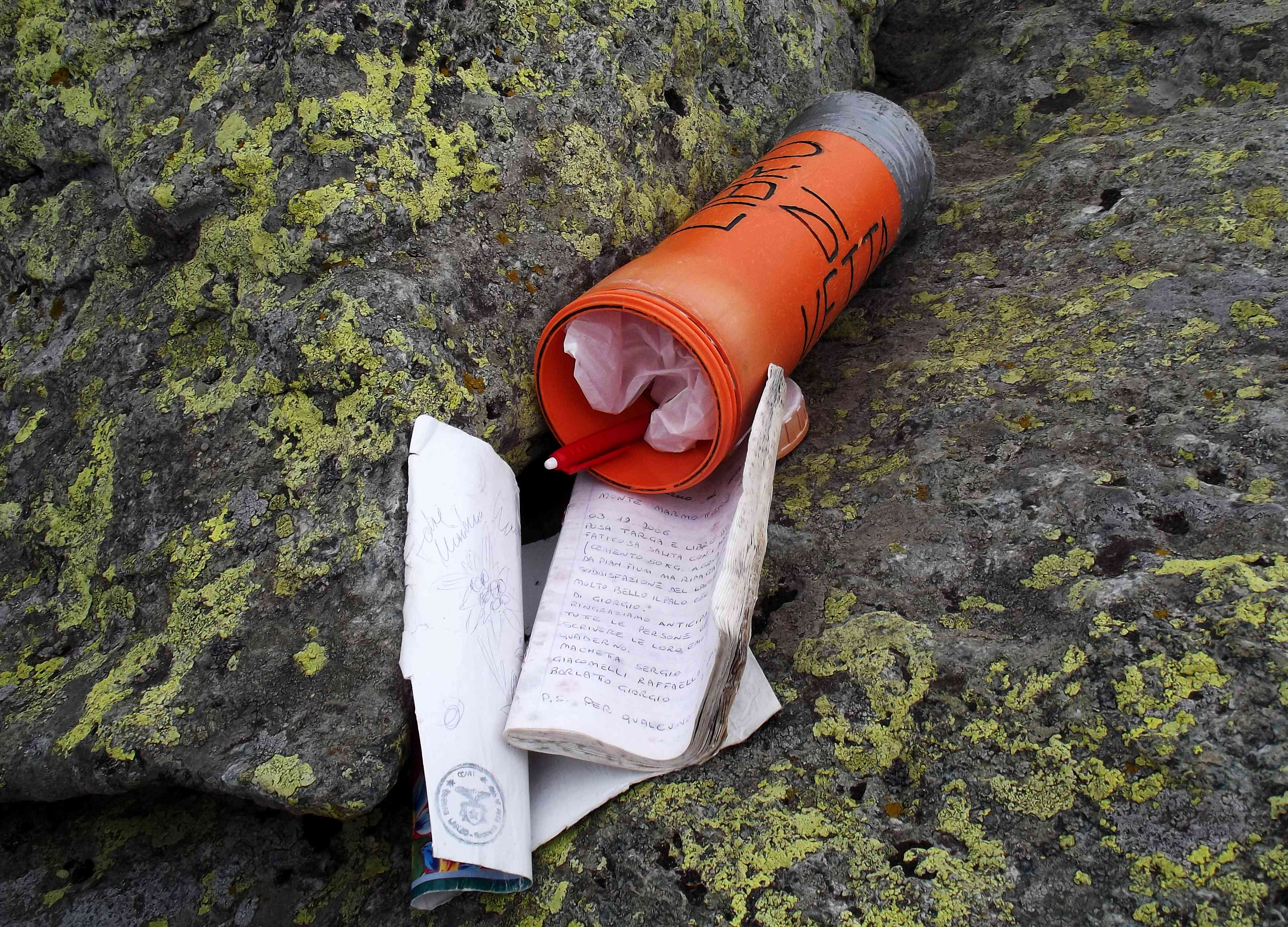
Il libro di vetta del Monte Marmottere (Alpi Graie, 2192 m) e il suo contenitore in plastica

In varie parti del mondo su molte montagne sono collocati libri di vetta, in genere contenuti in contenitori impermeabili, che danno modo ai salitori della montagna di registrare la propria ascesa. Spesso i collezionisti di cime utilizzano questi diari di vetta come prova dell'effettivo raggiungimento della cima. Sempre più spesso tali registri cartacei vengono sostituiti con registri virtuali accessibili on-line, magari con tecnologie satellitari, il che in vari casi consente la registrazione del raggiungimento della cima "in diretta".

## Pro e contro il collezionismo di cime
Escursionisti e alpinisti legati alla tradizione sollevano l'obiezione che legare un'ascensione al raggiungimento di un punto arbitrariamente scelto su una cartina ne possa limitare il valore soggettivo, "riducendo" l'esperienza escursionistica o alpinistica ad un'attività di puro collezionismo come quello filatelico o numismatico, e che dietro questo tipo di passione si celino atteggiamenti vagamente compulsivi.
Lo scrittore ed escursionista Steve Roper per esempio scrive, nello spiegare il perché avesse eliminato varie montagne di minore importanza dalle proprie guide escursionistiche:
(Steve Roper, The Climber’s Guide to the High Sierra, copyright ©1976 by Sierra Club Books)
D'altro canto altri sostengono che il collezionismo di cime è un buon modo per mantenere vivo negli appassionati lo stimolo ad esplorare le montagne. Il raggiungimento della propria meta fornisce inoltre all'escursionista una migliore conoscenza della topografia della propria area di interesse. Tra l'altro il fatto di salire poco per volta tutte le montagne di una certa area permette di apprezzare le stesse da diverse angolazioni e punti di vista.
Una possibile criticità nella diffusione del collezionismo di cime è il possibile aumento dell'erosione del suolo connessa alla accresciuta frequentazione delle aree montane, provviste o meno che siano di sentieri. I sostenitori del collezionismo di cime replicano però che questo tipo di frequentazione contribuisce alla manutenzione dei sentieri esistenti e che, rispetto agli escursionisti occasionali, i collezionisti di cime hanno una maggiore consapevolezza dei possibili danni ambientali e una maggiore attenzione nel prevenirli o porvi rimedio.
Parlando in generale del collezionismo di cime lo scrittore e alpinista Roberto Aruga, uno tra gli autori della serie Guida dei Monti d'Italia, si esprime così:
(Luciano Ratto, Storia del Club 4000, articolo on-line su www.club4000.it)

## Collezionismo di cime ehighpointing

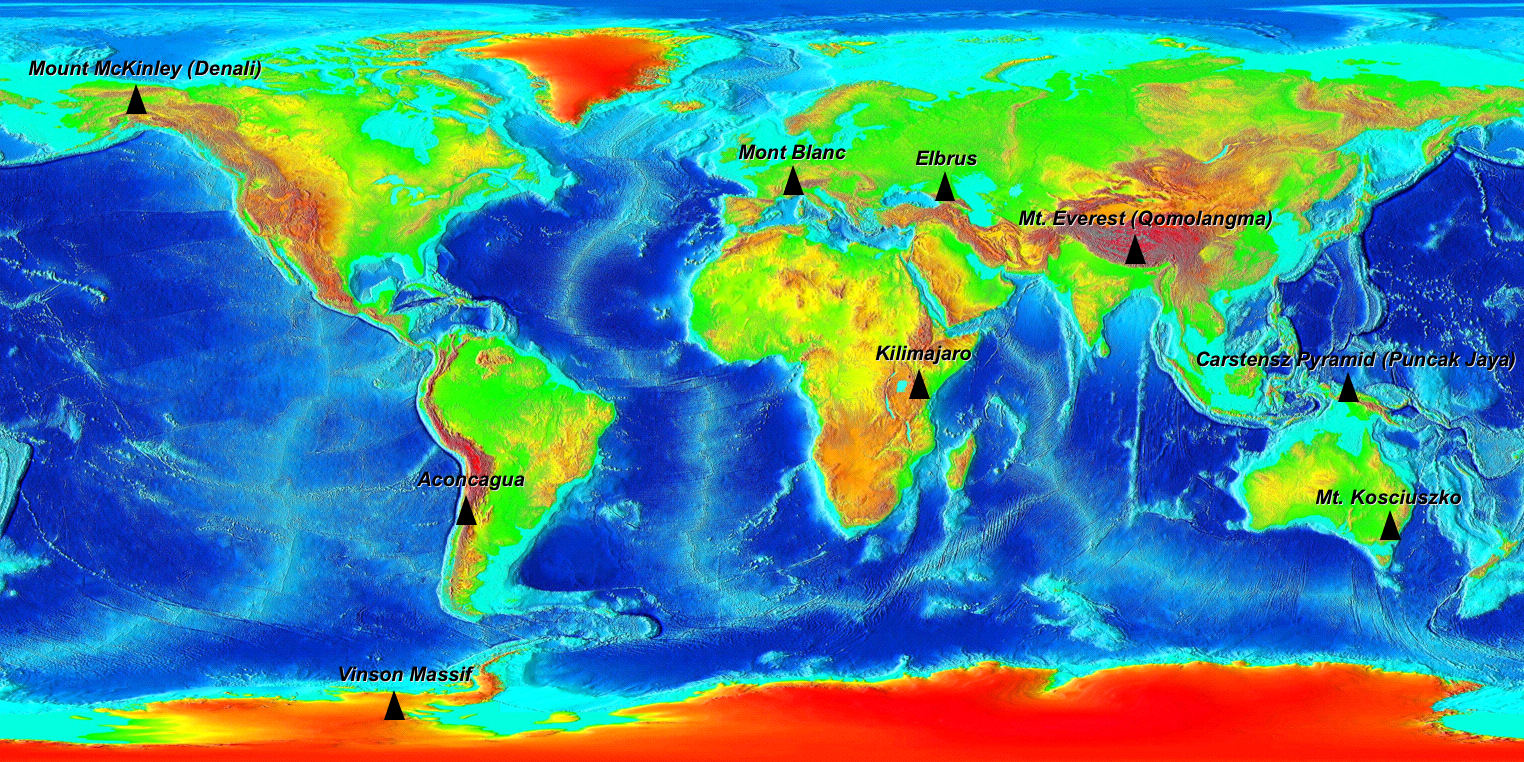
Le sette cime più alte per ogni continente.

Un'attività assimilabile al collezionismo di cime ma con alcune proprie specificità è l'highpointing. Traducibile in italiano come raggiungimento dei punti più elevati (di una certa area), si differenzia dal collezionismo di cime perché nella costruzione delle liste di punti da raggiungere l'attenzione non è posta sul valore delle loro quote altimetriche ma piuttosto sul fatto tali quote siano le più elevate all'interno di un territorio di riferimento. Se il riferimento è l'intera Terra, ripartita su scala continentale, la lista che ne deriva è quella chiamata (in inglese)  Seven Summits, ovvero l'elenco delle cime più elevate in ciascuna delle sette parti nelle quali viene diviso il pianeta.

Anche in questo caso, a seconda di come viene fissato il criterio per la costituzione della lista, il numero di punti da raggiungere può variare di molto. Ad esempio la Lista dei punti più elevati delle regioni italiane comprende ad oggi 20 punti, tanti quante sono le regioni, mentre quella dei punti più elevati degli stati conta più di 230 entità. Va notato che in alcuni casi questi punti non sono collocati in cima ad una montagna o ad una collina ma possono trovarsi, ad esempio, lungo una cresta, oppure all'interno di un altopiano o, ancora, di una pianura.